# Ceratolauxania flavipalpis
Ceratolauxania flavipalpis är en tvåvingeart som först beskrevs av Malloch 1927.  Ceratolauxania flavipalpis ingår i släktet Ceratolauxania och familjen lövflugor. Inga underarter finns listade i Catalogue of Life.